# Pisano
Pisano é uma comuna italiana da região do Piemonte, província de Novara, com cerca de 770 habitantes. Estende-se por uma área de 2 km², tendo uma densidade populacional de 385 hab/km². Faz fronteira com Armeno, Colazza, Meina, Nebbiuno.

## Demografia
| Variação demográfica do município entre 1861 e 2011                               |
|                                                                                   |
| Fonte: Istituto Nazionale di Statistica (ISTAT) - Elaboração gráfica da Wikipedia |